# Giraitė

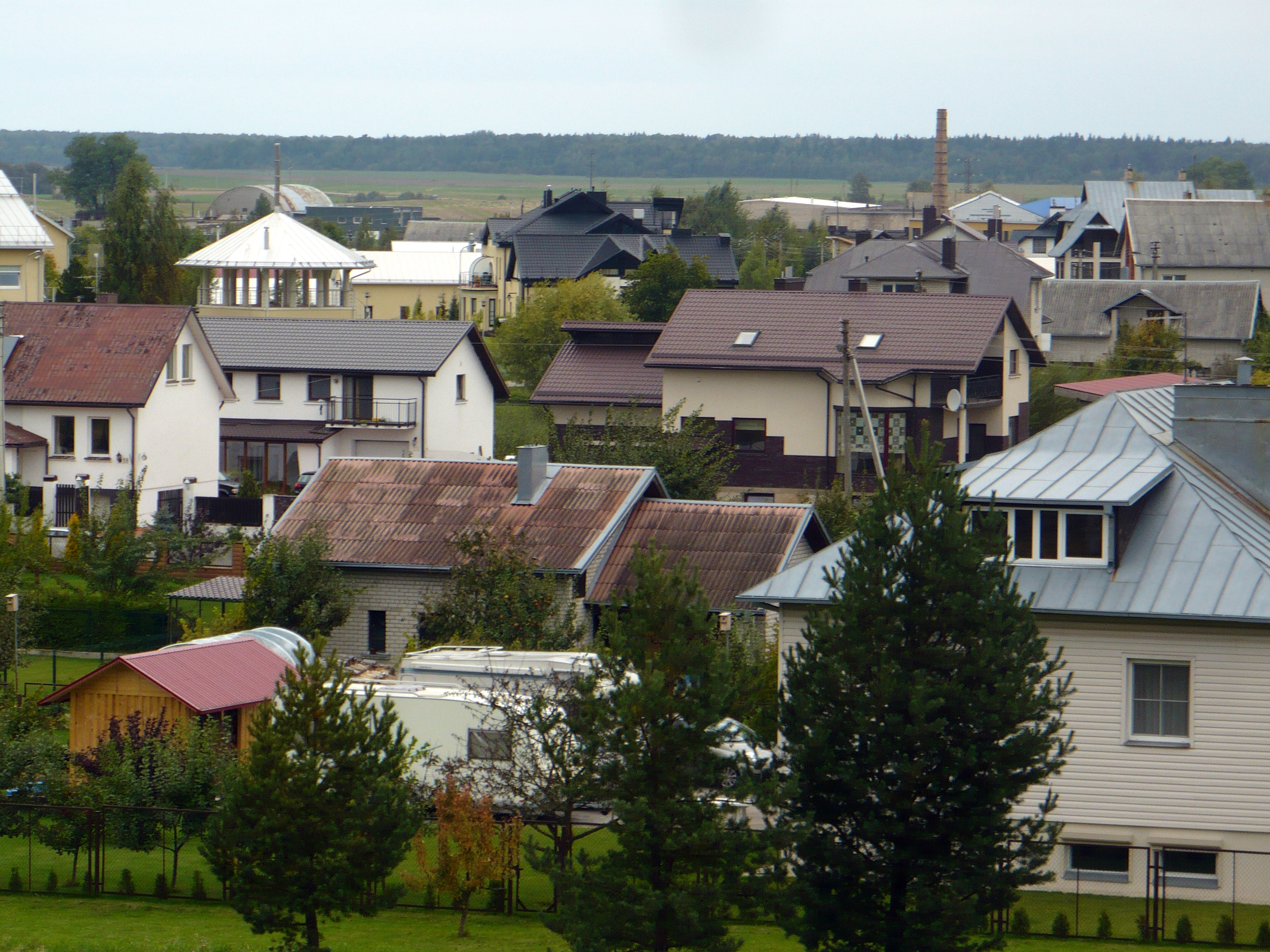
Privathäuser

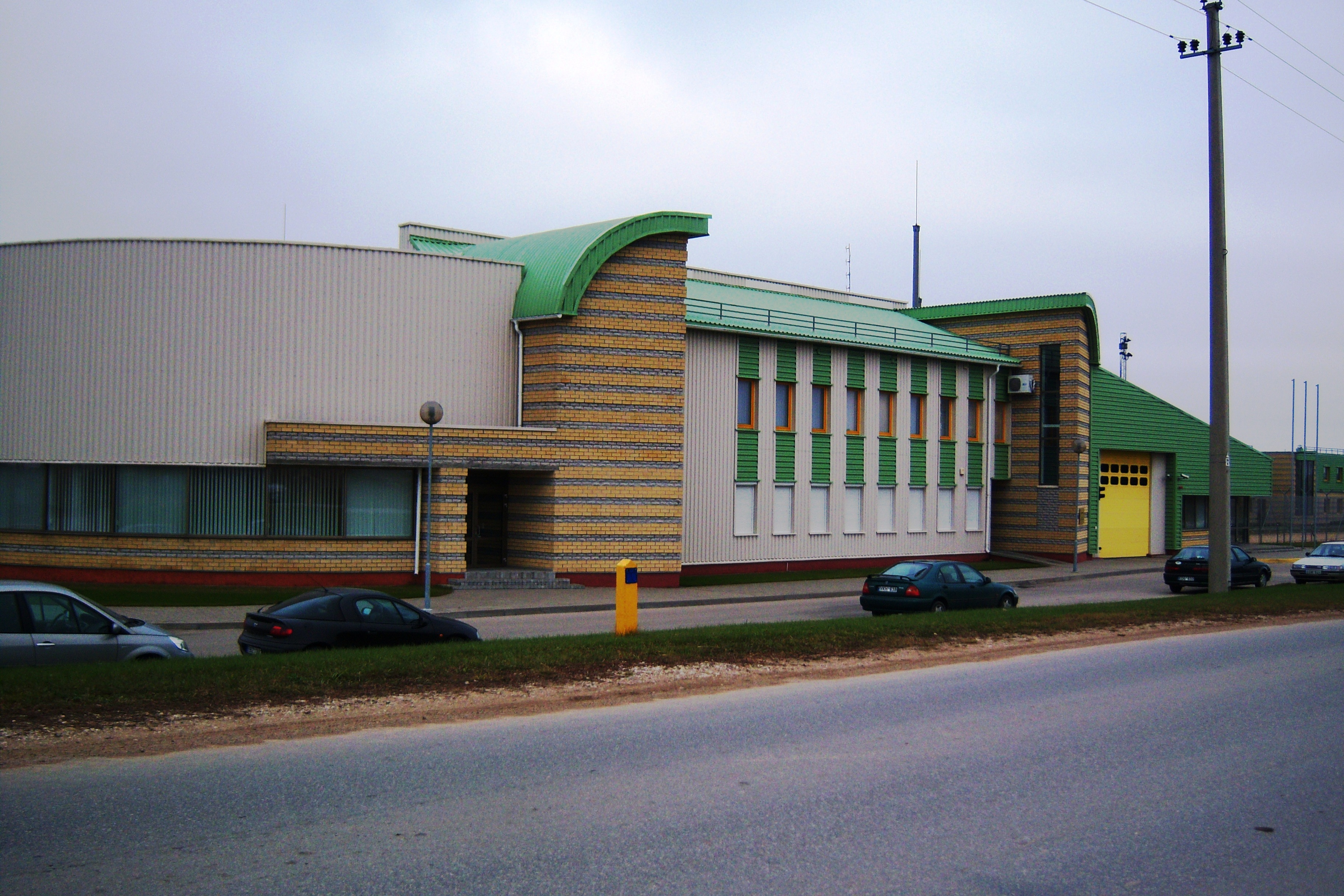
Fabrik

Giraitė ist  mit 3800 Einwohnern (Stand 2025) das neuntgrößte Dorf in Litauen und dass fünftgrößte Dorf  in der Rajongemeinde Kaunas. Es liegt an der Autobahn A1 (Vilnius-Kaunas-Klaipėda), westlich von Sargėnai, an der Nordgrenze der zweitgrößten litauischen Stadt Kaunas. Das Zentrum des Amtsbezirks Užliedžiai. Es gibt einen Kindergarten, ein Postamt (LT-54055), die Rüstungsfabrik Giraitė, einen Fleischverarbeitungsbetrieb. Die Bevölkerung von Girait wächst schnell, und es werden viele Privathäuser  gebaut.

## Geschichte
Von 1950 bis 1992 war er Ort das Zentrum der Ausbildungsfarm der Veterinärakademie Litauens, heute Zentrum für die praktische Ausbildung und Prüfung der LSMU. Im Jahr 2000 wurde die Rüstungsfabrik Giraitė gegründet. Im Jahr 2022 wurde die katholische Heiliger-Geist-Pfarrei Giraitė  gegründet und ein Kirchenprojekt begonnen.